# Supertramp/Diskografie
Diese Diskografie ist eine Übersicht über die musikalischen Werke der britischen Pop-/Rockband Supertramp. Mit ihrem erfolgreichen Konzept aus hintergründigen Texten und Keyboard-orientiertem Softrock verkaufte sie den Quellenangaben zufolge bisher mehr als 60 Millionen Tonträger. Ihre erfolgreichste Veröffentlichung ist das Album Breakfast in America mit über 21 Millionen verkauften Einheiten.

## Alben

### Studioalben
| Jahr | Titel Musiklabel                           | Höchstplatzierung, Gesamtwochen, AuszeichnungChartplatzierungen (Jahr, Titel, Musiklabel, Platzierungen, Wochen, Auszeichnungen, Anmerkungen) | Höchstplatzierung, Gesamtwochen, AuszeichnungChartplatzierungen (Jahr, Titel, Musiklabel, Platzierungen, Wochen, Auszeichnungen, Anmerkungen) | Höchstplatzierung, Gesamtwochen, AuszeichnungChartplatzierungen (Jahr, Titel, Musiklabel, Platzierungen, Wochen, Auszeichnungen, Anmerkungen) | Höchstplatzierung, Gesamtwochen, AuszeichnungChartplatzierungen (Jahr, Titel, Musiklabel, Platzierungen, Wochen, Auszeichnungen, Anmerkungen) | Höchstplatzierung, Gesamtwochen, AuszeichnungChartplatzierungen (Jahr, Titel, Musiklabel, Platzierungen, Wochen, Auszeichnungen, Anmerkungen) | Anmerkungen                                                                      |
| Jahr | Titel Musiklabel                           | DE | AT | CH | UK | US | Anmerkungen                                                                      |
| ---- | ------------------------------------------ | --- | --- | --- | --- | --- | -------------------------------------------------------------------------------- |
| 1970 | Supertramp A&M Records                     | — | — | — | — | US158 (5 Wo.)US | Erstveröffentlichung: 14. Juli 1970 Verkäufe: + 670.000; Charteinstieg USA: 1978 |
| 1971 | Indelibly Stamped A&M Records              | — | — | — | — | — | Erstveröffentlichung: 25. Juni 1971 Verkäufe: + 150.000                          |
| 1974 | Crime of the Century A&M Records           | DE5 Gold · (155 Wo.)DE | — | CH— GoldCH | UK4 Gold · (22 Wo.)UK | US38 Gold · (76 Wo.)US | Erstveröffentlichung: 13. September 1974 Verkäufe: + 2.580.000                   |
| 1975 | Crisis? What Crisis? A&M Records           | DE— GoldDE | — | — | UK20 (15 Wo.)UK | US44 (28 Wo.)US | Erstveröffentlichung: 14. September 1975 Verkäufe: + 710.000                     |
| 1977 | Even in the Quietest Moments … A&M Records | DE14 Gold · (34 Wo.)DE | — | CH— PlatinCH | UK12 Silber · (22 Wo.)UK | US16 Gold · (49 Wo.)US | Erstveröffentlichung: 8. April 1977 Verkäufe: + 1.525.000                        |
| 1979 | Breakfast in America A&M Records           | DE1 Platin · (87 Wo.)DE | AT1 (54 Wo.)AT | CH85 Gold · (2 Wo.)CH | UK3 Platin · (53 Wo.)UK | US1 ×4Vierfachplatin · (88 Wo.)US | Erstveröffentlichung: 29. März 1979 Verkäufe: + 21.000.000                       |
| 1982 | “…famous last words…” A&M Records          | DE1 Platin · (48 Wo.)DE | AT4 (22 Wo.)AT | — | UK6 Gold · (16 Wo.)UK | US5 Gold · (28 Wo.)US | Erstveröffentlichung: 7. Oktober 1982 Verkäufe: + 1.720.000                      |
| 1985 | Brother Where You Bound A&M Records        | DE4 Gold · (23 Wo.)DE | AT13 (12 Wo.)AT | CH2 (20 Wo.)CH | UK20 (5 Wo.)UK | US21 (22 Wo.)US | Erstveröffentlichung: 14. Mai 1985 Verkäufe: + 625.000                           |
| 1987 | Free as a Bird A&M Records                 | DE23 (7 Wo.)DE | — | CH14 Gold · (5 Wo.)CH | UK93 (1 Wo.)UK | US101 (11 Wo.)US | Erstveröffentlichung: 13. Oktober 1987 Verkäufe: + 225.000                       |
| 1997 | Some Things Never Change EMI               | DE3 Gold · (18 Wo.)DE | AT5 (14 Wo.)AT | CH2 Platin · (13 Wo.)CH | UK74 (1 Wo.)UK | — | Erstveröffentlichung: 24. März 1997 Verkäufe: + 550.000                          |
| 2002 | Slow Motion EMI                            | DE17 (9 Wo.)DE | AT18 (6 Wo.)AT | CH6 Gold · (11 Wo.)CH | — | — | Erstveröffentlichung: 25. März 2002 Verkäufe: + 120.000                          |

grau schraffiert: keine Chartdaten aus diesem Jahr verfügbar

### Livealben
| Jahr | Titel Musiklabel                                         | Höchstplatzierung, Gesamtwochen, AuszeichnungChartplatzierungen (Jahr, Titel, Musiklabel, Platzierungen, Wochen, Auszeichnungen, Anmerkungen) | Höchstplatzierung, Gesamtwochen, AuszeichnungChartplatzierungen (Jahr, Titel, Musiklabel, Platzierungen, Wochen, Auszeichnungen, Anmerkungen) | Höchstplatzierung, Gesamtwochen, AuszeichnungChartplatzierungen (Jahr, Titel, Musiklabel, Platzierungen, Wochen, Auszeichnungen, Anmerkungen) | Höchstplatzierung, Gesamtwochen, AuszeichnungChartplatzierungen (Jahr, Titel, Musiklabel, Platzierungen, Wochen, Auszeichnungen, Anmerkungen) | Höchstplatzierung, Gesamtwochen, AuszeichnungChartplatzierungen (Jahr, Titel, Musiklabel, Platzierungen, Wochen, Auszeichnungen, Anmerkungen) | Anmerkungen |
| Jahr | Titel Musiklabel                                         | DE | AT | CH | UK | US | Anmerkungen |
| ---- | -------------------------------------------------------- | --- | --- | --- | --- | --- | --- |
| 1980 | Paris A&M Records                                        | DE5 Gold · (49 Wo.)DE | AT7 (29 Wo.)AT | — | UK7 Gold · (17 Wo.)UK | US8 Gold · (26 Wo.)US | Erstveröffentlichung: 1. September 1980 Verkäufe: + 1.070.000; Aufnahme im Pavillon de Paris, Paris am 29. November 1979                                    |
| 1988 | Live ’88 A&M Records                                     | DE50 (3 Wo.)DE | — | — | — | — | Erstveröffentlichung: 6. Oktober 1988 Aufnahme auf Konzerten der Tournee 1988                                                                               |
| 1999 | It Was the Best of Times auch bekannt als Live, 1997 EMI | DE29 (7 Wo.)DE | AT42 (3 Wo.)AT | CH12 (7 Wo.)CH | UK91 (1 Wo.)UK | — | Erstveröffentlichung: 9. April 1999 Verkäufe: + 100.000; als Album und Doppelalbum, Aufnahme in der Royal Albert Hall, London am 19. und 20. September 1997 |
| 2001 | Is Everybody Listening? Pilot Records (Burning Airlines) | — | — | — | — | — | Erstveröffentlichung: 6. November 2001 Sonderauflage lizenziert von A&M, Aufnahme im Hammersmith Odeon, London am 9. März 1975                              |

grau schraffiert: keine Chartdaten aus diesem Jahr verfügbar

### Kompilationen
| Jahr | Titel Musiklabel                                      | Höchstplatzierung, Gesamtwochen, AuszeichnungChartplatzierungen (Jahr, Titel, Musiklabel, Platzierungen, Wochen, Auszeichnungen, Anmerkungen) | Höchstplatzierung, Gesamtwochen, AuszeichnungChartplatzierungen (Jahr, Titel, Musiklabel, Platzierungen, Wochen, Auszeichnungen, Anmerkungen) | Höchstplatzierung, Gesamtwochen, AuszeichnungChartplatzierungen (Jahr, Titel, Musiklabel, Platzierungen, Wochen, Auszeichnungen, Anmerkungen) | Höchstplatzierung, Gesamtwochen, AuszeichnungChartplatzierungen (Jahr, Titel, Musiklabel, Platzierungen, Wochen, Auszeichnungen, Anmerkungen) | Höchstplatzierung, Gesamtwochen, AuszeichnungChartplatzierungen (Jahr, Titel, Musiklabel, Platzierungen, Wochen, Auszeichnungen, Anmerkungen) | Anmerkungen                                                                                  |
| Jahr | Titel Musiklabel                                      | DE | AT | CH | UK | US | Anmerkungen                                                                                  |
| ---- | ----------------------------------------------------- | --- | --- | --- | --- | --- | -------------------------------------------------------------------------------------------- |
| 1984 | Die Songs einer Supergruppe A&M Records               | DE2 Gold · (16 Wo.)DE | AT13 (8 Wo.)AT | CH3 (13 Wo.)CH | — | — | Erstveröffentlichung: 1984 Verkäufe: + 250.000; nur im deutschsprachigen Raum veröffentlicht |
| 1986 | The Autobiography of Supertramp A&M Records           | DE45 (4 Wo.)DE | — | CH— GoldCH | UK9 Platin · (19 Wo.)UK | — | Erstveröffentlichung: 1. Juli 1986 Verkäufe: + 345.000                                       |
| 1990 | The Very Best of Supertramp A&M Records               | DE6 Gold · (27 Wo.)DE | AT27 Gold · (7 Wo.)AT | CH7 ×2Doppelplatin · (33 Wo.)CH | UK8 Platin · (12 Wo.)UK | — | Erstveröffentlichung: 12. Oktober 1990 Verkäufe: + 2.325.000 Charteinstieg UK: 1997          |
| 1992 | The Very Best of Supertramp 2 A&M Records             | DE63 (9 Wo.)DE | — | CH27 Gold · (8 Wo.)CH | UK— GoldUK | — | Erstveröffentlichung: 16. November 1992 Verkäufe: + 150.000                                  |
| 2005 | Retrospectacle – The Supertramp Anthology A&M Records | DE47 (4 Wo.)DE | AT33 (8 Wo.)AT | CH11 (15 Wo.)CH | UK9 ×2Doppelplatin (A&M) + Silber (Polydor) · (18 Wo.)UK                                                                                      | — | Erstveröffentlichung: 14. Oktober 2005 Verkäufe: + 767.500, Doppel- und Einzelalbum          |

## Singles
| Jahr | Titel Album                                      | Höchstplatzierung, Gesamtwochen, AuszeichnungChartplatzierungen (Jahr, Titel, Album, Platzierungen, Wochen, Auszeichnungen, Anmerkungen) | Höchstplatzierung, Gesamtwochen, AuszeichnungChartplatzierungen (Jahr, Titel, Album, Platzierungen, Wochen, Auszeichnungen, Anmerkungen) | Höchstplatzierung, Gesamtwochen, AuszeichnungChartplatzierungen (Jahr, Titel, Album, Platzierungen, Wochen, Auszeichnungen, Anmerkungen) | Höchstplatzierung, Gesamtwochen, AuszeichnungChartplatzierungen (Jahr, Titel, Album, Platzierungen, Wochen, Auszeichnungen, Anmerkungen) | Höchstplatzierung, Gesamtwochen, AuszeichnungChartplatzierungen (Jahr, Titel, Album, Platzierungen, Wochen, Auszeichnungen, Anmerkungen) | Anmerkungen                                                                                        |
| Jahr | Titel Album                                      | DE | AT | CH | UK | US | Anmerkungen                                                                                        |
| ---- | ------------------------------------------------ | --- | --- | --- | --- | --- | -------------------------------------------------------------------------------------------------- |
| 1971 | Forever Indelibly Stamped                        | — | — | — | — | — | Erstveröffentlichung: 28. September 1971 B-Seite: Your Poppa Don’t Mind                            |
| 1971 | Your Poppa Don’t Mind Indelibly Stamped          | — | — | — | — | — | Erstveröffentlichung: 30. November 1971 B-Seite: Rosie Had Everything Planned                      |
| 1974 | Land Ho –                                        | — | — | — | — | — | Erstveröffentlichung: 8. März 1974 B-Seite: Summer Romance                                         |
| 1974 | Dreamer Crime of the Century                     | — | — | — | UK13 (10 Wo.)UK | US15 (14 Wo.)US | Erstveröffentlichung: 3. Dezember 1974 B-Seite: Bloody Well Right                                  |
| 1975 | Bloody Well Right Crime of the Century           | — | — | — | — | US35 (10 Wo.)US | B-Seite: If Everyone Was Listening                                                                 |
| 1975 | Lady Crisis? What Crisis?                        | — | — | — | — | — | Erstveröffentlichung: 21. November 1975 B-Seite: You Started Laughing (When I Held You in My Arms) |
| 1976 | Ain’t Nobody But Me Crisis? What Crisis?         | — | — | — | — | — | Erstveröffentlichung: 23. April 1976 B-Seite: Sister Moonshine                                     |
| 1977 | Give a Little Bit Even in the Quietest Moments … | DE29 (11 Wo.)DE | — | — | UK29 Gold · (9 Wo.)UK | US15 (18 Wo.)US | Erstveröffentlichung: 27. Mai 1977 B-Seite: Downstream                                             |
| 1977 | Babaji Even in the Quietest Moments …            | — | — | — | — | — | Erstveröffentlichung: 11. November 1977 B-Seite: From Now On                                       |
| 1979 | The Logical Song Breakfast in America            | DE12 (23 Wo.)DE | AT14 (14 Wo.)AT | — | UK7 Gold · (11 Wo.)UK | US6 (21 Wo.)US | Erstveröffentlichung: 30. März 1979 B-Seite: Just Another Nervous Wreck                            |
| 1979 | Breakfast in America                             | DE23 (23 Wo.)DE | AT16 (6 Wo.)AT | — | UK9 Gold · (11 Wo.)UK | US62 (8 Wo.)US | Erstveröffentlichung: 29. Juni 1979 B-Seite: Gone Hollywood                                        |
| 1979 | Take the Long Way Home Breakfast in America      | — | — | — | — | US10 (15 Wo.)US | Erstveröffentlichung: 3. Oktober 1979 B-Seite: From Now On                                         |
| 1979 | Goodbye Stranger Breakfast in America            | — | — | — | UK57 (3 Wo.)UK | US15 (14 Wo.)US | Erstveröffentlichung: 12. Oktober 1979 B-Seite: Even in the Quietest Moments                       |
| 1980 | Take the Long Way Home (Live) Paris              | DE53 (8 Wo.)DE | — | — | — | — | Erstveröffentlichung: 3. Oktober 1980 B-Seite: From Now On (Live)                                  |
| 1980 | Dreamer (Live) Paris                             | — | — | — | — | — | Erstveröffentlichung: 14. November 1980 B-Seite: You Started Laughing                              |
| 1982 | It’s Raining Again “…famous last words…”         | DE3 (20 Wo.)DE | AT7 (10 Wo.)AT | CH2 (11 Wo.)CH | UK26 (12 Wo.)UK | US11 (13 Wo.)US | Erstveröffentlichung: Oktober 1982 B-Seite: Bonnie                                                 |
| 1983 | My Kind of Lady “…famous last words…”            | DE74 (2 Wo.)DE | — | — | — | US31 (12 Wo.)US | Erstveröffentlichung: 27. Januar 1983 B-Seite: Know Who You Are feat. Rick Davies                  |
| 1983 | Don’t Leave Me Now “…famous last words…”         | — | — | — | — | — | Erstveröffentlichung: 19. Mai 1983 B-Seite: Waiting So Long                                        |
| 1983 | Crazy “…famous last words…”                      | — | — | — | — | — | Erstveröffentlichung: 20. Mai 1983 B-Seite: Put On Your Old Brown Shoes                            |
| 1983 | School Crime of the Century                      | — | — | — | — | — | Erstveröffentlichung: 29. Dezember 1983 B-Seite: Oh Darling                                        |
| 1985 | Cannonball Brother Where You Bound               | DE60 (7 Wo.)DE | — | CH25 (4 Wo.)CH | — | US28 (12 Wo.)US | Erstveröffentlichung: 1985 B-Seite: Ever Open Door                                                 |
| 1985 | Better Days Brother Where You Bound              | — | — | — | — | — | Erstveröffentlichung: 3. Juli 1985 B-Seite: No Inbetween                                           |
| 1987 | I’m Beggin’ You Free as a Bird                   | — | — | — | — | — | Erstveröffentlichung: Oktober 1987                                                                 |
| 1987 | Free as a Bird                                   | — | — | — | UK95 (1 Wo.)UK | — | Erstveröffentlichung: 22. Dezember 1987 B-Seite: Thing for You                                     |
| 1988 | I’m Your Hoochie Cooche Man Live ’88             | — | — | — | — | — | Erstveröffentlichung: 1988                                                                         |
| 1997 | You Win, I Lose Some Things Never Change         | DE63 (9 Wo.)DE | AT40 (1 Wo.)AT | — | — | — | Erstveröffentlichung: 28. Februar 1997 B-Seite: Some Things Never Change                           |
| 1997 | Listen To Me Please Some Things Never Change     | — | — | — | — | — | Erstveröffentlichung: 2. April 1997 B-Seite: Help Me Down That Road                                |

## Videoalben
| Jahr | Titel Musiklabel              | Höchstplatzierung, Gesamtwochen, AuszeichnungChartplatzierungen (Jahr, Titel, Musiklabel, Platzierungen, Wochen, Auszeichnungen, Anmerkungen) | Höchstplatzierung, Gesamtwochen, AuszeichnungChartplatzierungen (Jahr, Titel, Musiklabel, Platzierungen, Wochen, Auszeichnungen, Anmerkungen) | Höchstplatzierung, Gesamtwochen, AuszeichnungChartplatzierungen (Jahr, Titel, Musiklabel, Platzierungen, Wochen, Auszeichnungen, Anmerkungen) | Höchstplatzierung, Gesamtwochen, AuszeichnungChartplatzierungen (Jahr, Titel, Musiklabel, Platzierungen, Wochen, Auszeichnungen, Anmerkungen) | Höchstplatzierung, Gesamtwochen, AuszeichnungChartplatzierungen (Jahr, Titel, Musiklabel, Platzierungen, Wochen, Auszeichnungen, Anmerkungen) | Anmerkungen |
| Jahr | Titel Musiklabel              | DE | AT | CH | UK | US | Anmerkungen |
| ---- | ----------------------------- | --- | --- | --- | --- | --- | --- |
| 1990 | The Story So Far A&M Records  | DE16 a (9 Wo.)DE | — | — | UK5 (26 Wo.)UK | — | Erstveröffentlichung: 1990 Teile aus Live – in München; mit Interview; VHS: AMV 873 / 087 8733 (ca. 75 Min.) / DVD: 493 457-9 (mit Bonustracks; ca. 104 Min.) (beide A&M)                                 |
| 2012 | Live In Paris ’79 A&M Records | DE16 a (9 Wo.)DE | — | — | UK5 (26 Wo.)UK | — | Erstveröffentlichung: 27. August 2012 Aufnahme (live): Pavillon de Paris, Paris, 1. Dezember 1979 (Live-Einzel-DVD; 18 Lieder; 5 Bonustracks; EREDV891 / BD: ERBRD5086; beide Eagle Vision; ca. 125 Min.) |

## Promoveröffentlichungen
Promo-Singles
| Jahr | Titel Album                                      | Anmerkungen                |
| ---- | ------------------------------------------------ | -------------------------- |
| 1997 | Live To Love You Some Things Never Change        | Erstveröffentlichung: 1997 |
| 1999 | The Logical Song (Live) It Was the Best of Times | Erstveröffentlichung: 1999 |
| 1999 | It Was the Best of Times                         | Erstveröffentlichung: 1999 |
| 2002 | Slow Motion                                      | Erstveröffentlichung: 2002 |
| 2002 | Over You Slow Motion                             | Erstveröffentlichung: 2002 |
| 2002 | Little By Little Slow Motion                     | Erstveröffentlichung: 2002 |

## Sonderveröffentlichungen

### Livealben
| Jahr | Titel Musiklabel      | Anmerkungen |
| ---- | --------------------- | --- |
| 2010 | 70–10 Tour – Live in… | Veröffentlichung am 2. September bis 28. Oktober 2010, Aufnahme auf allen 37 Konzerten der Tournee „70–10“ (2010), auf USB-Stick direkt nach damaligen Konzerten erhältlich, Zeitlang als CD/Download von Simfy erhältlich |

### Kompilationen
| Jahr | Titel Musiklabel             | Anmerkungen                                                                                                 |
| ---- | ---------------------------- | --- |
| 1987 | Classics, Vol. 9 A&M Records | Erstveröffentlichung: 1987 · Verkäufe: + 1.000.000, US: Platin; Teil der Reihe A&M Records 25th Anniversary |

### Boxsets
| Jahr | Titel Musiklabel                                | Anmerkungen                                                                                      |
| ---- | ----------------------------------------------- | ------------------------------------------------------------------------------------------------ |
| 2002 | Coffret B-Twin EMI                              | Erstveröffentlichung: 7. Oktober 2002 enthält die Alben Slow Motion und It Was the Best of Times |
| 2009 | Crime of the Century + Crisis? What Crisis? A&M | Erstveröffentlichung: 5. Juni 2009                                                               |

## Statistik

### Chartauswertung
|                     | DE     | AT     | CH     | UK     | US    |
| ------------------- | ------ | ------ | ------ | ------ | ----- |
| Nummer-eins-Alben   | DE2DE  | AT1AT  | CH—CH  | UK—UK  | US1US |
| Top-10-Alben        | DE8DE  | AT4AT  | CH5CH  | UK6UK  | US3US |
| Alben in den Charts | DE16DE | AT10AT | CH10CH | UK13UK | US9US |

|                       | DE    | AT    | CH    | UK    | US     |
| --------------------- | ----- | ----- | ----- | ----- | ------ |
| Nummer-eins-Singles   | DE—DE | AT—AT | CH—CH | UK—UK | US—US  |
| Top-10-Singles        | DE1DE | AT1AT | CH1CH | UK2UK | US2US  |
| Singles in den Charts | DE8DE | AT4AT | CH2CH | UK7UK | US10US |

### Auszeichnungen für Musikverkäufe
| Land/RegionAuszeichnungen für Musikverkäufe (Land/Region, Auszeichnungen, Verkäufe, Quellen) | Silber     | Gold       | Platin       | Diamant     | Verkäufe    | Quellen                                                     |
| -------------------------------------------------------------------------------------------- | ---------- | ---------- | ------------ | ----------- | ----------- | ----------------------------------------------------------- |
| Argentinien (CAPIF)                                                                          | —          | —          | Platin1      | —           | 60.000      | capif.org.ar (Memento vom 31. Mai 2011 im Internet Archive) |
| Australien (ARIA)                                                                            | —          | 4× Gold4   | Platin1      | —           | 145.000     | aria.com.au                                                 |
| Belgien (BRMA)                                                                               | —          | Gold1      | —            | —           | 25.000      | Einzelnachweise                                             |
| Brasilien (PMB)                                                                              | —          | Gold1      | —            | —           | 100.000     | Einzelnachweise                                             |
| Dänemark (IFPI)                                                                              | —          | 3× Gold3   | —            | —           | 100.000     | ifpi.dk                                                     |
| Deutschland (BVMI)                                                                           | —          | 8× Gold8   | 2× Platin2   | —           | 3.150.000   | musikindustrie.de                                           |
| Europa (IFPI)                                                                                | —          | —          | 2× Platin2   | —           | (2.000.000) | Einzelnachweise                                             |
| Frankreich (SNEP)                                                                            | —          | 13× Gold13 | 6× Platin6   | —           | 6.600.000   | infodisc.fr snepmusique.com                                 |
| Frankreich (UPFI)                                                                            | —          | —          | Platin1      | —           | 15.000      | upfi.fr                                                     |
| Griechenland (IFPI)                                                                          | —          | Gold1      | —            | —           | 50.000      | Einzelnachweise                                             |
| Israel (IFPI)                                                                                | —          | Gold1      | —            | —           | 20.000      | Einzelnachweise                                             |
| Italien (FIMI)                                                                               | —          | 2× Gold2   | Platin1      | —           | 135.000     | fimi.it                                                     |
| Kanada (MC)                                                                                  | —          | 5× Gold5   | 8× Platin8   | 2× Diamant2 | 3.200.000   | musiccanada.com                                             |
| Neuseeland (RMNZ)                                                                            | —          | Gold1      | 21× Platin21 | —           | 432.500     | aotearoamusiccharts.co.nz NZ2                               |
| Niederlande (NVPI)                                                                           | —          | 5× Gold5   | 2× Platin2   | —           | 450.000     | nvpi.nl                                                     |
| Norwegen (IFPI)                                                                              | —          | 2× Gold2   | —            | —           | 50.000      | Einzelnachweise                                             |
| Österreich (IFPI)                                                                            | —          | Gold1      | —            | —           | 25.000      | ifpi.at                                                     |
| Portugal (AFP)                                                                               | —          | 3× Gold3   | —            | —           | 75.000      | Einzelnachweise                                             |
| Schweden (IFPI)                                                                              | —          | 3× Gold3   | —            | —           | 150.000     | sverigetopplistan.se                                        |
| Schweiz (IFPI)                                                                               | —          | 7× Gold7   | 7× Platin7   | —           | 520.000     | hitparade.ch                                                |
| Spanien (Promusicae)                                                                         | —          | 5× Gold5   | 5× Platin5   | —           | 630.000     | elportaldemusica.es ES2 ES3                                 |
| Vereinigte Staaten (RIAA)                                                                    | —          | 4× Gold4   | 5× Platin5   | —           | 7.100.000   | riaa.com                                                    |
| Vereinigtes Königreich (BPI)                                                                 | 2× Silber2 | 8× Gold8   | 5× Platin5   | —           | 3.220.000   | bpi.co.uk                                                   |
| Insgesamt                                                                                    | 2× Silber2 | 78× Gold78 | 67× Platin67 | 2× Diamant2 |             |                                                             |